# Uddevalla Utvecklings Aktiebolag
Uddevalla Utvecklings Aktiebolag är ett svenskt förvaltningsbolag som agerar moderbolag för de verksamheter som Uddevalla kommun har valt att driva i aktiebolagsform. Bolaget ägs helt av kommunen.

## Bolag
Källa: 
- Bohusgas AB (100%)
- Fyrstadsflygplats AB (16%)
- Lysekils Busstrafik Aktiebolag (100%)
- Mediapoolen Västra Götaland AB (16,67%)
- Regionteater Väst AB (9%)
- Swanfalk Shipping Aktiebolag (100%)
- Uddevalla Energi Aktiebolag (100%)
- Uddevalla Energi Elnät AB (100%)
- Uddevalla Energi Värme AB (100%)
- Uddevalla Hamnterminal Aktiebolag (100%)
- Uddevalla Kraft AB (100%)
- Uddevalla Omnibus Aktiebolag (100%)
- Uddevalla Turism AB (100%)
- Uddevalla Vatten AB (100%)
  - Västvatten AB (53%)